# Roland Weller
Pour les articles homonymes, voir Weller.
Roland Weller, né le 11 septembre 1938 à Strasbourg et mort le 23 janvier 2023 à Schiltigheim, est un entrepreneur français et dirigeant du Racing Club de Strasbourg.

## Biographie
Il exerce le métier de chef cuisinier, puis fonde la société l'Alsacienne de restauration en 1978. Il prend la présidence du Sporting Club Schiltigheim en 1980, puis du RC Strasbourg en juin 1994, très respecté des Strasbourgeois. Le RCS dispute alors régulièrement la coupe d'Europe. En 1997, la ville décide de vendre ses parts dans le club. Weller est candidat au rachat, mais le groupe IMG-Mac Cormack lui est préféré. Il quitte son poste de président en juin 1997. Il est resté très populaire et apprécié de tous les Strasbourgeois pour ces belles années sportives connues sous sa présidence.